# 2013년 IPC 아이스 슬래지 하키 세계 선수권 대회
틀:아이스하키 대회 정보
《2013년 IPC 아이스 슬래지 하키 세계 선수권 대회》는 대한민국 고양시에 위치한 어울림 누리 얼음 마루에서 2013년 4월 12일 ~ 4월 20일열린 7번째 IPC 아이스 슬래지 하키 세계 선수권 대회이다.
틀:IPC 아이스 슬래지 하키 세계 선수권 대회